# Bremerhaven-Wulsdorf (przystanek kolejowy)
Bremerhaven-Wulsdorf – przystanek kolejowy w Bremerhaven, w kraju związkowym Brema, Niemczech. Znajduje się tu 1 peron.